# اسپات‌لایت (مجموعه تلویزیونی)
اسپات‌لایت (به کره‌ای: 스포트라이트; انگلیسی: Spotlight) یک مجموعه تلویزیونی محصول کره جنوبی سال ۲۰۰۸ با بازی سون یه جین و جی جین هی است. این مجموعه از ۱۴ مه تا ۳ ژوئیه ۲۰۰۸، ردزهای چهارشنبه و پنجشنبه ساعت ۲۱:۵۵ (کی‌اس‌تی) از ام‌بی‌سی برای ۱۶ قسمت پخش شد. این مجموعه هول محور زندگی چهار گزارشگر خبری می‌چرخد.

## بازیگران

### اصلی
- سون یه جین در نقش سو وو جین
- جی جین هی در نقش اوه ته سوک
- جو یون هی در نقش چا میونگ اون
- جین گو در نقش لی سون چول